# 帝國法院 (1879年)
帝國法院（發音：[ˈʁaɪçs.ɡəˌʁɪçt]，意為「帝國法院」或「國家法院」）是1879年至1945年間德國的最高刑事和民事法院，法院位於萊比錫，其管轄時期橫跨德意志帝國、威瑪共和國和納粹德國。
帝國法院於1879年10月1日開始運作，同為《帝國司法法》（Reichsjustizgesetze）的生效日。該法統一了新成立的德意志帝國法院類型和程序規則，確立了司法獨立和不受限制的訴訟權。
法院的管轄範圍包括刑事和民事案件。處理上訴、叛國罪指控，以及在1920年後，審理州法律和國家法律是否相容的案件。在存續期間，主要裁決傾向保守。其中包括1907年以叛國罪定讞卡爾·李卜克內西、對1920年卡普政變中受指控者的寬為處理，以及支持納粹的《紐倫堡法案》等反猶種族法律。
帝国法院大楼位于德国萨克森州的莱比锡，由路德维希·霍夫曼（Ludwig von Hofmann）设计，1895年建成，使用意大利文艺复兴风格。特征為两个大的庭院，中央穹顶和一个大门廊。两德统一以后，莱比锡的前德意志帝国最高法院大楼成为德国联邦最高行政法院驻地。

## 組成與管轄權
帝國法院由一位院長及若干位參議院院長與顧問（Reichsgerichtsräte）共同領導。民事與刑事參議院的數量，於1924年以前由帝國總理決定，其後則改由帝國司法部長（Reichsjustizministerium）負責。在帝國時期，帝國法院院長、各參議院院長以及帝國法院成員，皆由德意志皇帝根據聯邦參議院（Bundesrat）的建議任命；威瑪共和國時期則改由帝國總統根據帝國議會（Reichsrat）的建議任命。擔任此職位的正式先決條件為符合擔任法官的基本資格，且年滿35歲。
帝國法院具有普遍管轄權，審理的案件涵蓋刑事與民事範疇，包括民事糾紛、國家以其財政能力所執行的法律行為、商業事務以及勞動法等。在1926年德國建立獨立的勞動法院系統（Arbeitsgerichtsbarkeit）前，帝國法院亦負責處理國家賠償相關法律事務。依據其既定職權，帝國法院負責裁決高等地方法院（Oberlandesgerichte）終審判決的民事上訴，以及針對法院命令的申訴。直至1934年，若叛國或叛國罪的犯罪對象為德意志皇帝或國家，帝國法院則具有一審及終審的管轄權。自1920年起，隨著《威瑪憲法》第13條第2款的實施法生效，帝國法院的職權範圍擴及裁決州法與帝國法是否相容。

## 判例法

### 德意志帝国时期

德意志帝国国旗

在德意志帝国时期，除叛国罪案件外，帝国法院主要作为上诉法院行使职能，其核心任务是确保德意志帝国全境法律适用的统一性。统一的民法典《德国民法典》直至1900年1月1日方才生效，在此之前，各邦的民法体系各自为政，互不协调。《普鲁士一般邦法》和莱茵兰、巴登、萨克森各自的法規，及其餘不成文的习惯法并存适用，构成当时复杂的法律。
批评者认为，帝国法院实为普鲁士高等法院（Preußisches Obertribunal）的延续。当时的司法体系带有浓厚的君主专制和保守主义色彩。尤其在刑法领域，与当时的其它国家机构一样，帝国法院内部的批判声音较为微弱。如1912年，法院裁定德国社会民主党（SPD）发布的一份针对公务员、呼吁他们投票支持该党的宣传册构成冒犯行为。在1907年10月12日针对卡尔·李卜克内西的叛国罪审判中，帝国法院宣判，士兵对皇帝的无条件服从是《德意志帝国宪法》的核心原则。李卜克内西曾辩称，如果皇帝的命令旨在违反宪法，则该命令无效。最终，最終定讞预谋叛国罪被判处18个月监禁。

### 魏玛共和国時期

魏玛共和国国旗

在魏玛共和国时期，司法系统在刑法领域，延续了保守主义的倾向。这一倾向在对右翼卡普政变参与者的审判中尤为明显。1921年12月21日对三名参与者的审判中，仅有一人被定罪，即政变政府的内政部长特劳戈特·冯·雅戈（Traugott von Jagow），判处了最低刑期五年。其余两名被告的刑事诉讼被撤销，法院声称兩位被告皆未在政变中扮演领导角色。没有一位政变领导人受到法律制裁。
1921年的莱比锡戰爭相關罪行于帝国法院进行审判，仅有少数德国战犯受到了懲處。多數案件被撤销，而在少数被定罪的案例中，两名海军士兵因击沉英国HMHS多佛尔城堡号的判决后来也被秘密撤销。1931年11月23日，卡爾·馮·奧西茨基因在《世界舞台》（Weltbühne）审判中发表的一篇文章而被判处18个月监禁，揭露了威瑪国防军的秘密和非法重整军备。
右翼人士的暴力行为，所受到的法律制裁力度远不及左翼人士，对右翼“秘密谋杀”（Feme murders）审判中的部分判决就佐證了这一点，《世界舞台》审判及其他案件加剧了魏玛共和国的司法机构，对右翼势力采取了纵容态度，即“睁一只眼闭一只眼”。

### 纳粹德國時期

纳粹德国国旗

阿道夫·希特勒上台后，《律师资格法》迫使犹太和社会民主党法官（包含参议院院长阿尔方斯·达维德（Alfons David））和帝国法院法官赫尔曼·格罗斯曼（Hermann Großmann）辞职，且犹太律师也被禁止在帝国法院继续工作。
在納粹德國时期，帝国法院并没有反对纳粹的接管及众多非法行为。反之它深陷于纳粹的司法体系之中，如根据事后生效的死刑相關條例，判处荷兰共产主义者馬里納斯·范德呂伯死刑，為国会纵火案主犯。由于另外四名被告的无罪判决是1934年设立人民法院的法律剥夺帝国法院叛国罪管辖权的原因之一。
1938年德国吞并奥地利后，导致维也納最高法院解散，其司法管辖权移交给了帝国法院。该措施于1939年4月1日实施后，帝国法院成为奥地利民事案件的上诉法院。 

#### 種族法
1935年，帝国法院通过一项判决 认定，即使在纽伦堡法案颁布之前，如果婚姻的一方是犹太人，则可以以此为由撤销婚姻关系，尽管直至1938年颁布的婚姻法才正式确立了此类婚姻撤销的法律依据。
在关于与犹太人签订的合同的解释或重新解释方面，帝国法院裁定“国家社会主义的世界观要求只有德国血统的人（及其餘在法律上与其平等的人）在德意志国被视为具有法律效力”。
通过这项裁决，帝国法院采纳了当时德国法学界发展出来的一种种族主义的民法制度颠覆理论，尤其是基尔学派（Kieler Schule）的理论。基尔学派的代表之一，法学人士卡尔·拉伦茨（Karl Larenz）在判决颁布前几个月于1935年写道“只有属于我们民族的人，才享有法律上的权利；而民族的一员，必须是拥有德国血统的人。那些不属于我们民族的人，不受法律保护。”

## 法院解散
随着纳粹德国在二戰战败后垮台，盟军于1945年解散了帝国法院。最后一位院长埃尔温·布姆克（Erwin Bumke）在美国军队进入莱比锡两天后自杀身亡。1945年8月25日起，苏联秘密警察内务人民委员会（NKVD）逮捕了39名帝国法院法官（佔比逾三分之一）。4人中的幸存者于1950年至1955年间获释；其他人则因饥饿或疾病死亡。
各个占领区成立了临时最高法院。1950年，新成立的德國联邦法院（Bundesgerichtshof）接管了帝国法院在德意志联邦共和国的职责。帝国法院的前法官是该法院的第一批法官之一。1952年，联邦法院裁定帝国法院于1945年10月30日不復存在。在德意志民主共和国，东德最高法院接管了帝国法院的职责。

## 歷屆院長
| 任次 | 肖像                                         | 姓名                                                       | 就职           | 离职           | 任职时间  |
| ---- | -------------------------------------------- | ---------------------------------------------------------- | -------------- | -------------- | --------- |
| 1    | 愛德華·馮·西姆松（Eduard von Simson）        | 愛德華·馮·西姆松（Eduard von Simson） （1810–1899）        | 1879年10月1日  | 1891年2月1日   | 11年123天 |
| 2    | 奧托·馮·厄爾施萊格（Otto von Oehlschläger）  | 奧托·馮·厄爾施萊格（Otto von Oehlschläger） （1831–1904）  | 1891年2月1日   | 1903年11月1日  | 12年273天 |
| 3    | 卡爾·古特布羅德（Karl Gutbrod）              | 卡爾·古特布羅德（Karl Gutbrod） （1844–1905）              | 1903年11月1日  | 1905年4月17日† | 1年167天  |
| 4    | 魯道夫‧馮‧塞肯多夫（Rudolf von Seckendorff） | 魯道夫‧馮‧塞肯多夫（Rudolf von Seckendorff） （1844–1932） | 1905年6月18日  | 1920年1月1日   | 14年197   |
| 5    | 海因里希·德爾布呂克（Heinrich Delbrück）     | 海因里希·德爾布呂克（Heinrich Delbrück） （1855–1922）     | 1920年1月1日   | 1922年7月3日†  | 2年183天  |
| 6    | 瓦爾特·西蒙斯（Walter Simons）               | 瓦爾特·西蒙斯（Walter Simons） （1861–1937）               | 1922年10月16日 | 1929年4月1日   | 6年167天  |
| 7    | 埃爾溫‧布姆克（Erwin Bumke）                 | 埃爾溫‧布姆克（Erwin Bumke） （1874–1945）                 | 1929年4月1日   | 1945年4月20日† | 16年19天  |